# The Spanish Jade
The Spanish Jade er en amerikansk stumfilm fra 1915 af Wilfred Lucas.

## Medvirkende
- Betty Bellairs som Manuela.
- Wilfred Lucas som Osmund Manvers.
- Nigel De Brulier som Don Luis.
- Arthur Tavares som Don Bartolome.
- Frank Lanning som Tormillo.